# Ohr (segell musical)
Ohr (Orella en alemany) fou una influent etiqueta d'enregistraments discogràfics de música experimental i electrònica alemanya creada per Rolf-Ulrich Kaiser en 1969
Ohr va lliurar al públic els àlbums de debut de Tangerine Dream i Klaus Schulze.

## Història
Els primers cinc llançaments d'Ohr van presentar portades de l'autor Reinhard Hippen, amb parts desmembrades d'una nina-nadó com a aspecte central de la imatge. Aquests eren Electronic Meditation de Tangerine Dream, Lieder von Vampiren...de Bernt Witthüser, Opal d'Embryo, FliesbandbabysBeatShow de Floh de Cologne, i Mandalas de Limbus 4.
Altres lliuraments van incloure Klaus Schulze, Ash Ra Tempel, Cosmic Joker, Guru Guru, Popol Vuh, Sergius Golowin, Amon Düül, Birth Control, Witthüser & Westrupp, i molts altres. L'oficina d'Ohr en la Ciutat de Nova York va ser promoguda per Neil Kempfer-Stocker.
En Kaiser també creà l'etiqueta Pilz per editar treballs més folc i ètnics – com Popol Vuh, Wallenstein i Holderlin's. Més enllà de tot això, també desplegà l'etiqueta Cosmic Couriers per gravacions més del tipus de rock espacial – Cosmic Jokers, Ash Ra Tempel, Manuel Gottsching, i d'altres.
Brain Records va ser creat quan dos A&R men (buscadors de talents musicals i comercials) descontents van deixar Ohr per fundar la seva etiqueta pròpia, emportant-se Guru Guru amb ells.

## Discografia[4]

### Àlbums
| N.de catàleg | Artista                    | Títol                             | Any           |
| ------------ | -------------------------- | --------------------------------- | ------------- |
| OMM 56000    | Floh de Cologne            | Fließbandbabys Beat Show          | març 1970     |
| OMM 56001    | Limbus 4                   | Mandalas                          | març 1970     |
| OMM 56002    | Bernd Witthüser            | Lieder von Vampiren...            | març 1970     |
| OMM 56003    | Embryo                     | Opal                              | abril 1970    |
| OMM 56004    | Tangerine Dream            | Electronic Meditation             | juny 1970     |
| OMM 56005    | Guru Guru                  | UFO                               | juny 1970     |
| OMM 2/56006  | Diversos                   | Ohrenschmaus                      | setembre 1970 |
| OMM 56007    | Annexus Quam               | Osmose                            | setembre 1970 |
| OMM 56008    | Amon Düül                  | Paradieswärts Düül                | gener 1971    |
| OMM 56009    | Roger Bunn                 | Peace of Mind                     | 1971          |
| OMM 56010    | Floh de Cologne            | Rockoper Profitgeier (live)       | gener 1971    |
| OMM 56011    | Paul und Limpe Fuchs/Anima | Stürmischer Himmel                | gener 1971    |
| OMM 56012    | Tangerine Dream            | Alfa Centauri                     | gener 1971    |
| OMM 56013    | Ash Ra Tempel              | Ash Ra Tempel                     | març 1971     |
| OMM 56014    | Xhol                       | Hau-RUK                           | març 1971     |
| OMM 56015    | Birth Control              | Operation                         | març 1971     |
| OMM 56016    | Witthüser &amp; Westrupp   | Trips und Träume                  | març 1971     |
| OMM 556017   | Guru Guru                  | Hinten                            | juliol 1971   |
| OMM 2/56018  | Diversos                   | Mitenes Ins Ohr (sampler)         |               |
| OMM 556019   | Mythos                     | Mythos                            | gener 1972    |
| OMM 556020   | Ash Ra Tempel              | Schwingungen                      | març 1972     |
| OMM 2/56021  | Tangerine Dream            | Zeit                              | maig 1972     |
| OMM 556022   | Klaus Schulze              | Irrlicht                          | maig 1972     |
| OMM 556023   | Walpurgis                  | Queen Of Saba                     | juny 1972     |
| OMM 556024   | Xhol                       | Motherfuckers GmbH &amp; Co. KG   | 1972          |
| OMM 556025   | Birth Control              | Believe in The Pill               | 1972          |
| OMM 2/56027  | Diversos                   | Kosmische Musik                   | juliol 1972   |
| OMM 556028   | Annexus Quam               | Beziehungen                       | juliol 1972   |
| OMM 2/56029  | Floh de Cologne            | Lucky Strike Live                 | novembre 1972 |
| OMM 556030   | Arno Clauss                | Un Tante Gertie in Zons amb Rhein | 1972          |
| OMM 556031   | Tangerine Dream            | Atem                              | gener 1973    |
| OMM 556032   | Ash Ra Tempel              | Join Inn                          | gener 1973    |
| OMM 556033   | Floh de Cologne            | Geyer-Symphonie                   | 1973          |

### Senzills
| N. catàleg | Artista              | Títol                                                                                                 | Any  |
| ---------- | -------------------- | --- | ---- |
| OS 57.000  | Amon Düül            | Eternal Flow / Paramechanical World                                                                   | 1970 |
| OS 57.001  | Floh de Cologne      | St. Pauli, Du mein Loch zur Welt / Bruno-Lied                                                         | 1970 |
| OS 57.002  | Witthüser & Westrupp | Einst kommt Dau Nacht / Wer schwimmt dort (Flipper)                                                   | 1970 |
| OS 57.003  | Birth Control        | Hope / Rollin'                                                                                        | 1970 |
| OS 57.004  | Witthüser & Westrupp | Nimm einen Joint / Lasst uns auf dau Reise gehen                                                      | 1971 |
| OS 57.005  | Birth Control        | The Work Is Done / Flesh And Blood                                                                    | 1971 |
| OS 57.006  | Tangerine Dream      | Ultima Thule                                                                                          | 1971 |
| OS 57.007  | Birth Control        | What's Your Name/Believe In The Pill                                                                  | 1972 |
| OS 57.008  | Golgatha             | Dies Irae / Children's Game                                                                           | 1972 |
| OS 57.009  | Floh de Cologne      | Emil en Erkenschwick / Zahlen mußt Du                                                                 | 1972 |
| OS 57.011  | Arno Clauss          | Karlchen oder So kann das nicht weitergeh'n /Manchen Leuten möchte ich gerne dins dau Fresse schlagen |      |
| OS 57.012  | Floh de Cologne      | Der Löwenthaler / Bayerisches Heimatlied (Amb Dieter Süverkrüp)                                       | 1973 |